# Jurij Guržy
Jurij Guržy (in ucraino Юрій Гуржи?; Charkiv, 12 gennaio 1975) è un musicista, disc jockey e produttore discografico ucraino, residente in Germania.

## Vita
Vive a Berlino, dove si è trasferito nel 1996 al seguito dei suoi genitori. Nel 2003, insieme al musicista ungherese di origine ebraica Simon Wahorn, fonda i RotFront, una band che mescola musica klezmer, punk rock, musica balcanica, reggae, hip hop ed elettronica.
Dal 2009 fa contemporaneamente parte di una nuova formazione, i Mama Diaspora.
Con lo scrittore Wladimir Kaminer, organizza eventi culturali al Kaffee Burger, uno dei più noti club di Berlino: dal 1999, ogni due settimane, si svolge Russendisko, evento dance di rilevanza internazionale.